# Earl of Mayo

Wappen der Earls of Mayo

Earl of Mayo ist ein erblicher britischer Adelstitel in der Peerage of Ireland, benannt nach dem County Mayo.
Familiensitz der Earls ist Derryinver bei Clifden im County Galway.

## Verleihung und nachgeordnete Titel
Der Titel wurde am 24. Juni 1785 an den Politiker John Bourke, 1. Viscount Mayo, verliehen. Er war von 1720 bis 1766 Unterhausabgeordneter im irischen Parlament und hatte viele Jahre das Amt des First Commissioner of Revenue inne. Er war bereits in der Peerage of Ireland am 1. August 1766 zum Baron Naas, of Naas in the County of Kildare, und am 13. Januar 1781 zum Viscount Mayo, of Moneycrower in the County of Mayo, erhoben worden. Der älteste Sohn des jeweiligen Earls führt als Heir apparent den Höflichkeitstitel Lord Naas.
Heutiger Inhaber der Titel ist sein Nachfahre Charles Bourke als 11. Earl.

## Liste der Earls of Mayo (1785)
- John Bourke, 1. Earl of Mayo (um 1705–1790)
- John Bourke, 2. Earl of Mayo (1729–1792)
- Joseph Bourke, 3. Earl of Mayo (um 1740–1794)
- John Bourke, 4. Earl of Mayo (1766–1849)
- Robert Bourke, 5. Earl of Mayo (1797–1867)
- Richard Bourke, 6. Earl of Mayo (1822–1872)
- Dermot Bourke, 7. Earl of Mayo (1851–1927)
- Walter Bourke, 8. Earl of Mayo (1859–1939)
- Ulick Bourke, 9. Earl of Mayo (1890–1962)
- Terence Bourke, 10. Earl of Mayo (1929–2006)
- Charles Bourke, 11. Earl of Mayo (* 1953)

Voraussichtlicher Titelerbe (Heir apparent) ist der Sohn des aktuellen Titelinhabers Richard Bourke, Lord Naas (* 1985).